# 斯利特島
斯利特島是俄羅斯的島嶼，屬於北地群島的一部分，位於共青團員島西南的喀拉海，由克拉斯諾亞爾斯克邊疆區負責管轄，長2.4公里、寬0.75公里，島上無人居住。